# Ergebnisse der Kommunalwahlen in Görlitz
- Linke: 2
- SPD: 1
- Grüne: 2
- BfG: 5
- MG: 3
- CDU: 10
- AfD: 14
- FS: 1

In den folgenden Listen werden die Ergebnisse der Kommunalwahlen in Görlitz aufgelistet. Es werden im ersten Teil die Ergebnisse der Stadtratswahlen ab 1990 angegeben. Im zweiten Teil stehen die Ortschaftsratswahlergebnisse ab 1994.
Es werden nur diejenigen Parteien und Wählergruppen aufgelistet, die bei wenigstens einer Wahl mindestens zwei Prozent der gültigen Stimmen erhalten haben. Bei mehrmaligem Überschreiten dieser Grenze werden auch Ergebnisse ab einem Prozent aufgeführt. Das Feld der Partei, die bei der jeweiligen Wahl die meisten Stimmen bzw. Sitze erhalten hat, ist farblich gekennzeichnet.

## Parteien
- AfD: Alternative für Deutschland
- B’90/Grüne: Bündnis 90/Die Grünen → Grüne
  - 1990 als Grüne Liste
- BFD: Bund Freier Demokraten → FDP
- CDU: Christlich Demokratische Union Deutschlands
  - 1990: CDU der DDR
- DFD: Demokratischer Frauenbund Deutschlands
- DSU: Deutsche Soziale Union
- FDP: Freie Demokratische Partei
  - 1990: F.D.P. der DDR
- Linke: Die Linke
  - bis 2004: PDS
- NF: Neues Forum
- NPD: Nationaldemokratische Partei Deutschlands
- PDS: Partei des Demokratischen Sozialismus → Linke
- Piraten: Piratenpartei Deutschland
- SPD: Sozialdemokratische Partei Deutschlands
  - 1990: SPD der DDR
- Freie Sachsen

## Wählergruppen
- BfG: Bürger für Görlitz
- BITH: Bürgerinitiative Tauchritz-Hagenwerder
- DTSB: Deutscher Turn- und Sportbund
- FWN: Freie Wähler Niederschlesien
- FWVK: Freiwillige Wählervereinigung Kunnerwitz
- MG: Freie Liste Motor Görlitz
- Seen: Seensucht
- WVKKN: Wählervereinigung Kunnerwitz/Klein Neundorf
- WVLON: Wählervereinigung Ludwigsdorf/Ober-Neundorf
- WVS: Wählerverein Schlauroth
- ZS: Zur Sache!

## Abkürzung
- Ezb.: Einzelbewerber
- Wbt.: Wahlbeteiligung

## Stadtratswahlen
Stimmenanteile der Parteien in Prozent
| Jahr | Wbt. | AfD  | CDU  | BfG  | MG  | Linke | Grüne | SPD   | FS  | ZS    | FDP   | NPD | Piraten | DSU  | FWN | BI  | NF  |
| ---- | ---- | ---- | ---- | ---- | --- | ----- | ----- | ----- | --- | ----- | ----- | --- | ------- | ---- | --- | --- | --- |
| 1990 | 69,1 |      | 36,9 |      |     | 12,2  | 3,9   | 17,0  |     |       | 15,21 |     |         | 14,6 |     |     | 6,6 |
| 1994 | 63,8 |      | 31,3 |      |     | 16,7  | 8,7   | 21,7  |     |       | 4,6   |     |         | 8,2  | 6,5 | 2,4 |     |
| 1999 | 42,8 |      | 33,6 | 18,4 |     | 18,3  | 4,0   | 15,4  |     |       | 2,8   |     |         | 2,7  |     |     |     |
| 2004 | 42,5 |      | 26,2 | 29,4 |     | 19,8  | 3,9   | 7,9   |     |       | 5,6   |     |         | 5,8  |     |     |     |
| 2009 | 42,8 |      | 24,8 | 21,1 |     | 14,4  | 5,5   | 8,2   |     | 13,7  | 6,3   | 4,7 |         | 1,4  |     |     |     |
| 2014 | 44,0 |      | 32,7 | 20,0 |     | 15,2  | 6,2   | 5,4   |     | 9,4   | 2,9   | 5,3 | 3,0     |      |     |     |     |
| 2019 | 58,7 | 30,8 | 22,0 | 17,5 | 5,7 | 8,5   | 7,6   | 02,32 |     | 02,25 | 2,2   |     |         |      |     |     |     |
| 2024 | 59,9 | 37,2 | 25,8 | 13,9 | 8,2 | 6,2   | 4,3   | 2,5   | 1,8 |       |       |     |         |      |     |     |     |

Sitzverteilung
| Jahr | Ges. | AfD | CDU | BfG | MG | Linke | Grüne | SPD | FS | ZS | FDP | NPD | Piraten | DSU | FWN | BI | NF | DTSB | DFD |
| ---- | ---- | --- | --- | --- | -- | ----- | ----- | --- | -- | -- | --- | --- | ------- | --- | --- | -- | -- | ---- | --- |
| 1990 | 69   |     | 26  |     |    | 8     | 3     | 12  |    |    | 3   |     |         | 10  |     |    | 5  | 1    | 1   |
| 1994 | 42   |     | 14  |     |    | 7     | 4     | 9   |    |    | 2   |     |         | 3   | 2   | 1  |    |      |     |
| 1999 | 42   |     | 15  | 8   |    | 9     | 1     | 8   |    |    | 1   |     |         | 1   |     |    |    |      |     |
| 2004 | 38   |     | 10  | 12  |    | 8     | 1     | 3   |    |    | 2   |     |         | 2   |     |    |    |      |     |
| 2009 | 38   |     | 10  | 9   |    | 6     | 2     | 3   |    | 5  | 2   | 1   |         |     |     |    |    |      |     |
| 2014 | 38   |     | 13  | 8   |    | 6     | 2     | 2   |    | 3  | 1   | 2   | 1       |     |     |    |    |      |     |
| 2019 | 38   | 13  | 9   | 7   | 2  | 3     | 3     | 1   |    |    |     |     |         |     |     |    |    |      |     |
| 2024 | 38   | 14  | 10  | 5   | 3  | 2     | 2     | 1   | 1  |    |     |     |         |     |     |    |    |      |     |

Fußnote
1 1990: FDP 1,7 % und BFD 3,5 % traten getrennt an. Es entfielen 1 Sitz auf die FDP und 2 Sitze auf den BFD.

## Ortschaftsratswahlen

### Hagenwerder-Tauchritz
Hinweis
1994 war der Name des Ortschaftsrates Hagenwerder.
Stimmenanteile der Parteien in Prozent
| Jahr | Wbt.  | BITH | FDP |
| ---- | ----- | ---- | --- |
| 1994 | 70,3  | 95,7 |     |
| 1999 | 53,6  | 99,6 |     |
| 2004 | 48,3  | 100  |     |
| 2009 | 54,0  | 94,6 | 5,4 |
| 2014 | 59,2  | 97,0 |     |
| 2019 | 64,6  | 99,2 |     |
| 2024 | 62,3, | 99,5 |     |

Ist nur ein Wahlvorschlag angegeben, sind restliche Prozentzahlen händisch auf dem Wahlzettel notierte Einzelvorschläge, die hier nicht gesondert ausgewiesen werden.
Sitzverteilung
| Jahr | Gesamt | BITH | Ezb. |
| ---- | ------ | ---- | ---- |
| 1994 | 12     | 11   | 1    |
| 1999 | 12     | 12   |      |
| 2004 | 7      | 7    |      |
| 2009 | 7      | 7    |      |
| 2014 | 7      | 6    | 1    |
| 2019 | 7      | 7    |      |
| 2024 | 7      | 7    |      |

### Kunnerwitz-Klein Neundorf
Hinweis
Bei der Wahl 2009 kandidierten nur Einzelbewerber.
Stimmenanteile der Parteien in Prozent
| Jahr | Wbt. | Seen                                               | Linke                                              | CDU                                                | WVKKN                                              | FWVK                                               | SPD                                                |
| ---- | ---- | -------------------------------------------------- | -------------------------------------------------- | -------------------------------------------------- | -------------------------------------------------- | -------------------------------------------------- | -------------------------------------------------- |
| 1999 | 60,8 |                                                    |                                                    | 15,9                                               |                                                    | 75,8                                               | 8,3                                                |
| 2004 | 63,9 |                                                    |                                                    |                                                    | 100                                                |                                                    |                                                    |
| 2009 | 59,9 | Bei der Wahl 2009 kandidierten nur Einzelbewerber. | Bei der Wahl 2009 kandidierten nur Einzelbewerber. | Bei der Wahl 2009 kandidierten nur Einzelbewerber. | Bei der Wahl 2009 kandidierten nur Einzelbewerber. | Bei der Wahl 2009 kandidierten nur Einzelbewerber. | Bei der Wahl 2009 kandidierten nur Einzelbewerber. |
| 2014 | 69,0 | 31,7                                               |                                                    | 33,7                                               | 34,6                                               |                                                    |                                                    |
| 2019 | 77,0 | 65,9                                               |                                                    | 20,1                                               |                                                    |                                                    |                                                    |
| 2024 | 74,6 | 96,8                                               | 3,2                                                |                                                    |                                                    |                                                    |                                                    |

Sitzverteilung
| Jahr | Gesamt | Seen                                               | Ezb.                                               | CDU                                                | WVKKN                                              | FWVK                                               |
| ---- | ------ | -------------------------------------------------- | -------------------------------------------------- | -------------------------------------------------- | -------------------------------------------------- | -------------------------------------------------- |
| 1999 | 8      |                                                    |                                                    | 1                                                  |                                                    | 7                                                  |
| 2004 | 6      |                                                    |                                                    |                                                    | 6                                                  |                                                    |
| 2009 | 6      | Bei der Wahl 2009 kandidierten nur Einzelbewerber. | Bei der Wahl 2009 kandidierten nur Einzelbewerber. | Bei der Wahl 2009 kandidierten nur Einzelbewerber. | Bei der Wahl 2009 kandidierten nur Einzelbewerber. | Bei der Wahl 2009 kandidierten nur Einzelbewerber. |
| 2014 | 6      | 2                                                  |                                                    | 2                                                  | 2                                                  |                                                    |
| 2019 | 6      | 2                                                  | 3                                                  | 1                                                  |                                                    |                                                    |
| 2024 | 6      | 6                                                  |                                                    |                                                    |                                                    |                                                    |

### Ludwigsdorf/Ober-Neundorf
Stimmenanteile der Parteien in Prozent
| Jahr | Wbt. | WVLON | AfD  | CDU  | BfG  | Grüne | FDP  |
| ---- | ---- | ----- | ---- | ---- | ---- | ----- | ---- |
| 1999 | 48,4 |       |      | 99,0 |      |       |      |
| 2004 | 47,5 |       |      | 81,1 |      |       | 18,9 |
| 2009 | 50,5 |       |      | 77,4 | 12,1 | 10,5  |      |
| 2014 | 56,9 |       |      | 90,6 | 9,4  |       |      |
| 2019 | 77,0 | 99,3  |      |      |      |       |      |
| 2024 | 77,1 | 69,3  | 30,7 |      |      |       |      |

Sitzverteilung
| Jahr | Gesamt | WVLON | AfD | CDU | BfG | FDP |
| ---- | ------ | ----- | --- | --- | --- | --- |
| 1999 | 10     |       |     | 10  |     |     |
| 2004 | 7      |       |     | 6   |     | 1   |
| 2009 | 5      |       |     | 4   | 1   |     |
| 2014 | 7      |       |     | 6   | 1   |     |
| 2019 | 7      | 7     |     |     |     |     |
| 2024 | 7      | 5     | 2   |     |     |     |

### Schlauroth
Stimmenanteile der Parteien in Prozent
| Jahr | Wbt. | WVS  | CDU  | FWN |
| ---- | ---- | ---- | ---- | --- |
| 1994 | 73,0 | 99,5 |      |     |
| 1999 | 52,1 | 82,1 | 13,6 | 4,3 |
| 2004 | 54,7 | 100  |      |     |
| 2009 | 50,5 | 92,9 |      |     |
| 2014 | 66,3 | 99,8 |      |     |
| 2019 | 66,3 | 97,2 |      |     |
| 2024 | 74,9 | 99,8 |      |     |

Ist nur ein Wahlvorschlag angegeben, sind restliche Prozentzahlen händisch auf dem Wahlzettel notierte Einzelvorschläge, die hier nicht gesondert ausgewiesen werden.
Sitzverteilung
| Jahr | Gesamt | WVS | Ezb. |
| ---- | ------ | --- | ---- |
| 1994 | 5      | 5   |      |
| 1999 | 5      | 5   |      |
| 2004 | 5      | 5   |      |
| 2009 | 5      | 4   | 1    |
| 2014 | 5      | 5   |      |
| 2019 | 5      | 5   |      |
| 2024 | 5      | 5   |      |